# AREX
Đường sắt Sân bay Quốc tế Incheon (Hangul: 인천국제공항철도, Hanja: 仁川 國際 空港 鐵道) viết tắt là AREX (Airport Railroad Express) là một tuyến đường sắt Hàn Quốc liên kết Seoul với sân bay Gimpo và Sân bay quốc tế Incheon. Đoạn giữa 2 sân bay mở cửa vào 23 tháng 3 năm 2007, phần mở rộng đến Ga Seoul mở cửa vào 29 tháng 12 năm 2010. Tuyến được xây dựng và quản lý bởi công ty tư nhân, nhưng sau khủng hoảng tài chính, đường sắt quốc gia Hàn Quốc quản lý Korail đã mua lại cổ phần (88.8%) và công ty quản lý đổi lại thành Đường sắt sân bay Korail Co., Ltd.

## Lịch sử

### Giai đoạn 1
Tuyến đầu tiên được công bố vào tháng 7 năm 1998 như đường sắt sân bay quốc tế Incheon (인천국제공항철도), viết tắt là IREX. Dự án đưa ra như là hoạt động-xây dựng-vận chuyển (BOT) nhượng quyền thương mại đầu tiên ở Hàn Quốc. Việc chuyển nhượng được trao cho một tập đoàn gồm 11 công ty Hàn Quốc, được kết hợp như Công ty đường sắt sân bay quốc tế Incheon (Iiarco) vào tháng 3 năm 2001. Các cổ đông chính ban đầu là Hyundai (27%), POSCO (11.9%), Daelim (10%), Dongbu (10%) và Đường sắt quốc gia Hàn Quốc (9.9%).
Sau những lần trì hoãn, công trình của tuyến bắt đầu vào 2001, sau khi mở cửa Sân bay Incheon. 60% tuyến nằm dưới lòng đất, và đến Đảo Yeongjong, nơi sân bay quốc tế Incheon, nằm ở khoang dưới của Cầu Yeongjong, cầu đường sắt kết hợp đường bộ. Iiarco đã ký dự án quản lý, cung cấp thiết bị và xe lửa, tổng giá trị kgoảng 400 triệu €, đến Hiệp hội Pháp Hàn Incheon (IKFC), một tổ hợp bao gồm công ty Alstom của Pháp, nó là chi nhánh Eukorail Hàn Quốc, và các công ty sản xuất đầu xe lửa Rotem Hàn Quốc, mà còn cung cấp các công nghệ cho hệ thống đường sắt cao tốc KTX.
Tuyến được công ty quản lý đổi tên thành AREX vào tháng 6 năm 2006. Lúc đầu đoạn dài 37,6 km (23,4 mi) từ Ga sân bay quốc tế Incheon đến Ga sân bay quốc tế Gimpo mở cửa vào 23 tháng 3 năm 2007.
Vào tháng 3 năm 2009, Korail đã mua 88.8% thị phần công ty. Sau khi mua lại, công ty quản lý đổi tên lại thành Đường sắt sân bay Korail vào 30 tháng 11 năm 2009.

### Giai đoạn 2
Giai đoạn 2 của tuyến là từ ga sân bay quốc tế Gimpo đến Ga Seoul, nâng tổng độ dài lên đến 58 km (36 mi). Bao gồm depot, tổng độ dài toàn tuyến là 61,7 km (38,3 mi). Tại sân bay Gimpo tuyến nằm ở dưới lòng đất ở đầu Bắc-Nam và nâng lên cao khỏi mặt đất để vượt sông Hán trên Cầu đường sắt Magok. Tuyến đi vào đường hầm và cong về phía Đông. Tuyến được xây dựng với một vỏ hầm chạy song song từ Ga Susaek và Ga Gajwa trước khi nối với Đại học Hongik và Gongdeok-dong trước khi nằm dưới lòng đất ở phía Tây của Ga Seoul. Đoạn thứ 2 mở cửa dịch vụ vào 29 tháng 12 năm 2010, ngoại trừ Ga Gongdeok, với kế hoạch mở cửa vào đầu năm 2011.

### Mở rộng và cải thiện

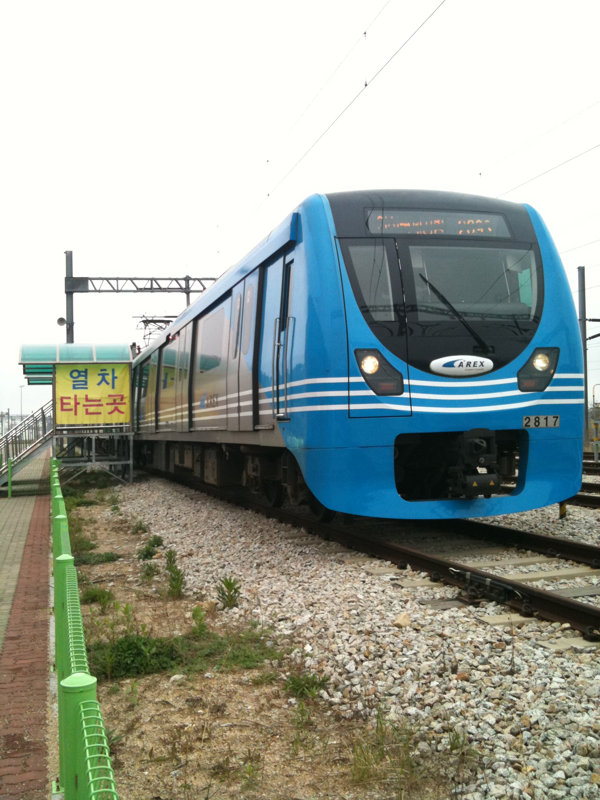
AREX 2000 dòng EMU tại Ga Yongyu vào năm 2011, sử dụng như ga tạm thời

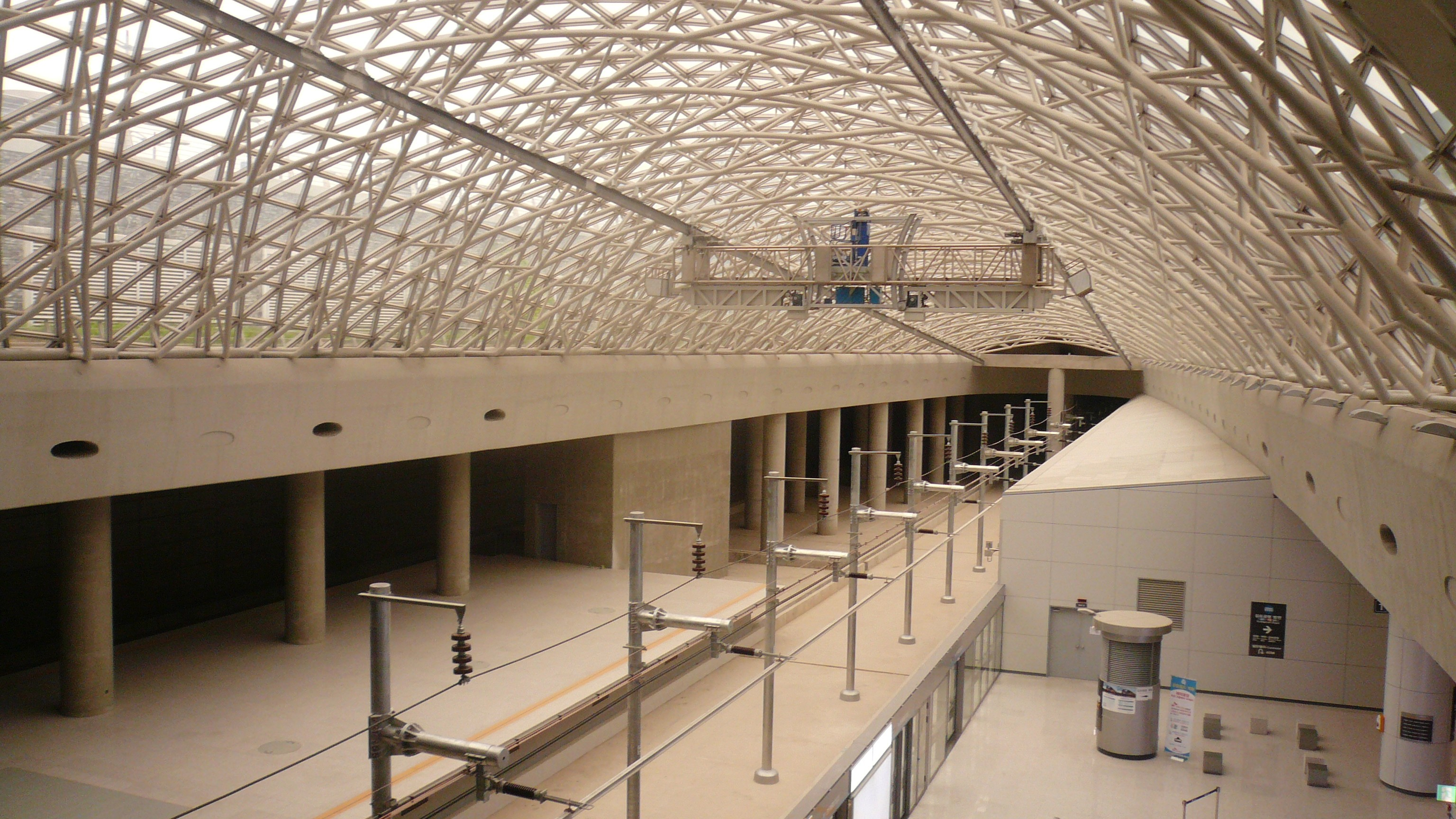
Cảnh quan ga sân bay quốc tế Incheon.

Thành phố Incheon đưa ra yêu cầu AREX thêm 3 nhà ga mới, dự kiến đặt tên là Thành phố Quốc tế Cheongna, Yeongjong và Yongyu. Các nhà ga này ban đầu mở cửa với giai đoạn hai của tuyến, nhưng bị trì hoãn do chậm trễ giải phóng mặt bằng để đưa nhà ga vào sử dụng. Ga thành phố Quốc tế Cheongna, nằm ở phía Tây của Geomam mở cửa vào 21 tháng 6 năm 2014. Ga Yeongjong, nằm ở phía Đông của đảo sân bay, và Ga Yongyu, hiện nằm ở phía Tây sân bay, gần biển Tây của đảo, và lên kế hoạch mở cửa vào cuối 2014.
Trước đó kế hoạch liên kết Ga Yongsan đã bị loại bỏ. Tuy nhiên, dịch vụ KTX bắt đầu chạy từ Sân bay quốc tế Incheon vào 30 tháng 6 năm 2014. Tàu dừng tại 2 ga trên tuyến: Geomam & sân bay quốc tế Incheon. Vào 1 tháng 9 năm 2010, chính phủ Hàn Quốc công bố một kế hoạch chiến lược làm giảm thời gian đi chuyển đến Seoul tới 95% xuống 2 giờ vào năm 2020. Như một phần của kế hoạch, tuyến AREX đang được nâng cấp lên 230 km/h (143 mph).
AREX sẽ kế nối Tàu điện ngầm Incheon tuyến 2 khi nó mở cửa vào 2016 thông qua Ga Geomam.
Một nhà ga trung chuyển ở Tuyến 9 Ga Magongnaru đã được xây dựng nhưng chưa mở cửa do thiếu sự phát triển trong khu vực.
Sân bay Quốc tế Incheon có kế hoạch xây dựng ga hành khách thứ hai ở phía Bắc khu vực sân bay vào năm 2020. Tuyến AREX sẽ mở rộng đến ga khách thứ hai.

## Bản đồ tuyến
|  |  |  |  |  |

|  |  |  |  |  |

|  |  |  |  |  |

|  |  |  |  |  |

|  |  |  |  |  |

|  |  |  |  |  |

|  |  |  |  |  |

|  |  |  |  |  |

|  |  |  |  |  |

|  |  |  |  |  |

|  |  |  |  |  |

|  |  |  |

|  |  |  |

|  |  |  |  |  |

|  |  |  |  |  |

|  |  |  |  |  |

|  |  |  |  |  |

|  |  |  |  |  |

|  |  |  |  |  |

|  |  |  |  |  |

|  |  |  |

|  |  |  |  |  |

|  |  |  |  |  |

|  |

|  |  |  |  |  |

|  |  |  |  |  |

|  |  |  |  |  |

|  |  |  |  |  |  |  |  |  |

|  |  |  |  |  |  |  |

|  |  |  |  |  |

|  |  |  |  |  |  |  |

|  |  |  |  |  |  |  |

|  |  |  |  |  |  |  |

|  |

|  |  |  |  |  |

|  |  |  |

|  |  |  |

|  |  |  |  |  |

|  |

|  |

|  |  |  |  |  |

|  |

|  |

|  |

|  |

|  |  |  |  |  |

| 58.0 |
| 0.0  |

|  |  |  |

|  |  |  |

|  |  |  |

|  |

|  |  |  |  |  |

|  |  |  |  |  |

|  |  |  |  |  |

|  |  |  |  |  |

|  |  |  |  |  |

|  |  |  |  |  |

|  |  |  |  |  |

|  |  |  |  |  |

|  |  |  |  |  |

|  |  |  |  |  |

|  |  |  |  |  |

|  |  |  |

|  |  |  |

|  |  |  |  |  |

|  |  |  |  |  |

|  |  |  |  |  |

|  |  |  |  |  |

|  |  |  |  |  |

|  |  |  |  |  |

|  |  |  |  |  |

|  |  |  |

|  |  |  |  |  |

|  |  |  |  |  |

|  |

|  |  |  |  |  |

|  |  |  |  |  |

|  |  |  |  |  |

|  |  |  |  |  |  |  |  |  |

|  |  |  |  |  |  |  |

|  |  |  |  |  |

|  |  |  |  |  |  |  |

|  |  |  |  |  |  |  |

|  |  |  |  |  |  |  |

|  |

|  |  |  |  |  |

|  |  |  |

|  |  |  |

|  |  |  |  |  |

|  |

|  |

|  |  |  |  |  |

|  |

|  |

|  |

|  |

|  |  |  |  |  |

| 58.0 |
| 0.0  |

|  |  |  |

|  |  |  |

|  |  |  |

|  |

## Ga
Trong bảng dưới đây: ● có nghĩa là tất cả các chuyến tàu dừng lại, ▲ có nghĩa là một số chuyến tàu dừng lại và │ có nghĩa là chuyến tàu đi qua.
| Số ga              | Tên ga                                | Tên ga             | Tên ga             | Tốc hành           | Chuyển tuyến                                            | Khoảng cách | Tổng khoảng cách | Vị trí  | Vị trí       | Ghi chú                                               |
| Số ga              | Tiếng Anh                             | Hangul             | Hanja              | Tốc hành           | Chuyển tuyến                                            | Khoảng cách | Tổng khoảng cách | Vị trí  | Vị trí       | Ghi chú                                               |
| ------------------ | ------------------------------------- | ------------------ | ------------------ | ------------------ | ------------------------------------------------------- | ----------- | ---------------- | ------- | ------------ | ----------------------------------------------------- |
| A01                | Seoul                                 | 서울               | 서울               | ●                  | (133) (426) (P313) (X106) Tuyến Gyeongbu Tuyến Gyeongui | 0.0         | 0.0              | Seoul   | Yongsan-gu   | Hệ thống giá vé tích hợp với đường sắt khu vực đô thị |
| A02                | Gongdeok                              | 공덕               | 孔德               | │                  | (529) (626) (K312)                                      | 3.3         | 3.3              | Seoul   | Mapo-gu      | Hệ thống giá vé tích hợp với đường sắt khu vực đô thị |
| A03                | Đại học Hongik                        | 홍대입구           | 弘大入口           | │                  | (239) (K314)                                            | 2.8         | 6.1              | Seoul   | Mapo-gu      | Hệ thống giá vé tích hợp với đường sắt khu vực đô thị |
| A04                | Digital Media City                    | 디지털미디어시티   | 디지털미디어시티   | │                  | (618) (K316)                                            | 3.4         | 9.5              | Seoul   | Eunpyeong-gu | Hệ thống giá vé tích hợp với đường sắt khu vực đô thị |
| A042               | Magongnaru                            | 마곡나루           | 麻谷나루           | │                  | (905)                                                   | 8.6         | 18.1             | Seoul   | Gangseo-gu   | Hệ thống giá vé tích hợp với đường sắt khu vực đô thị |
| A05                | Sân bay Quốc tế Gimpo                 | 김포공항           | 金浦空港           | │                  | (512) (902) (G109) (S13)                                | 2.3         | 20.4             | Seoul   | Gangseo-gu   | Hệ thống giá vé tích hợp với đường sắt khu vực đô thị |
| A06                | Gyeyang                               | 계양               | 桂陽               | │                  | (I110)                                                  | 6.6         | 27.0             | Incheon | Gyeyang-gu   | Hệ thống giá vé tích hợp với đường sắt khu vực đô thị |
| A07                | Geomam                                | 검암               | 黔岩               | │                  | (I207)                                                  | 5.5         | 32.5             | Incheon | Seo-gu       | Hệ thống giá vé tích hợp với đường sắt khu vực đô thị |
| A071               | Thành phố quốc tế Cheongna            | 청라국제도시       | 靑蘿國際都市       | │                  |                                                         | 4.8         | 37.3             | Incheon | Seo-gu       | Hệ thống giá vé tích hợp với đường sắt khu vực đô thị |
| A072               | Yeongjong                             | 영종               | 永宗               | │                  |                                                         | 10.3        | 47.6             | Incheon | Jung-gu      | Phần giá vé độc lập                                   |
| A08                | Unseo                                 | 운서               | 雲西               | │                  |                                                         | 3.5         | 51.1             | Incheon | Jung-gu      | Phần giá vé độc lập                                   |
| A09                | Cảng hàng hóa sân bay Quốc tế Incheon | 공항화물청사       | 空港貨物廳舍       | │                  |                                                         | 4.3         | 55.4             | Incheon | Jung-gu      | Phần giá vé độc lập                                   |
| A10                | Nhà ga 1 sân bay Quốc tế Incheon      | 인천공항1터미널    | 仁川機場1號航站楼  | ●                  | Tàu đệm từ (M01)                                        | 2.6         | 58.0             | Incheon | Jung-gu      | Phần giá vé độc lập                                   |
| Tuyến Depot Yongyu | Tuyến Depot Yongyu                    | Tuyến Depot Yongyu | Tuyến Depot Yongyu | Tuyến Depot Yongyu | Tuyến Depot Yongyu                                      |             | (59,932)         | Incheon | Jung-gu      | Phần giá vé độc lập                                   |
| Depot Yongyu       | Depot Yongyu                          | Depot Yongyu       | Depot Yongyu       | Depot Yongyu       | Depot Yongyu                                            |             | (62.253)         | Incheon | Jung-gu      | Phần giá vé độc lập                                   |
| A11                | Nhà ga 2 sân bay Quốc tế Incheon      | 인천공항2터미널    | 仁川機場2號航站楼  | ●                  |                                                         | 5.8         | 63.8             | Incheon | Jung-gu      | Phần giá vé độc lập                                   |
|                    | (Phần cuối)                           |                    |                    |                    |                                                         | 0.5         | 64.3             | Incheon | Jung-gu      | Phần giá vé độc lập                                   |

## Liên kết
- AREX Lưu trữ ngày 30 tháng 9 năm 2011 tại Wayback Machine
- The Daily Kimchi: Pictures and Videos of the AREX line Lưu trữ ngày 5 tháng 11 năm 2012 tại Wayback Machine